# Sampson (cráter)

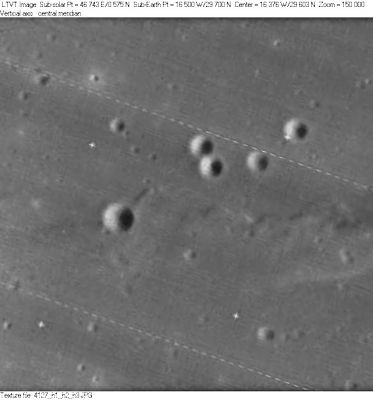
Fotografía de la misión Lunar Orbiter 4

Sampson es un pequeño cráter de impacto lunar situado cerca de la parte central del Mare Imbrium. Al noreste se halla el cráter Landsteiner y hacia el sureste se encuentra Timocharis. Al este de este cráter se halla el dorso Grabau, un dorsum que se eleva sobre el mare.
|  |